# Wasserkraftwerk Yanango
Das Wasserkraftwerk Yanango (span. Central Hidroeléctrica Yanango) befindet sich am Río Tarma in Zentral-Peru. Das Kraftwerk liegt im Distrikt San Ramón in der Provinz Chanchamayo der Verwaltungsregion Junín. Betreiber der Anlage ist Enel.

## Wasserkraftwerk
Das im Februar 2000 in Betrieb genommene Wasserkraftwerk liegt am rechten Flussufer des Río Tarma. Es befindet sich in der peruanischen Zentralkordillere 14 km westsüdwestlich der Stadt San Ramón. Das Wasserkraftwerk Yanango bildet die zweitunterste Stufe einer Kraftwerkskaskade am Río Tarma – flussaufwärts liegt das Wasserkraftwerk Carpapata III, flussabwärts das Wasserkraftwerk La Vírgen. 
Das Kraftwerk-Projekt kostete 51 Mio. US-Dollar. An der Errichtung waren Graña y Montero sowie das Konsortium ABB Generación/De Pretto-Escher Wyss beteiligt.
Das Kraftwerk verfügt über eine vertikal-gerichtete Francis-Turbine mit einer Leistung von 43 MW. Die Fallhöhe liegt bei 242 m, die Ausbauwassermenge bei 20 m³/s. Die Jahresenergieproduktion beträgt 228 GWh.

## Wehr
Knapp 5,5 km flussaufwärts befindet sich am Río Tarma ein Wehr (⊙) mit Absetzbecken. Knapp 2 Kilometer unterhalb vom Wehr mündet der Río Yanango rechtsseitig in den Río Tarma. Das Wasser wird durch den rechten Talhang zu einer Druckleitung geführt. Diese verläuft oberirdisch den Hang hinab zum Kraftwerk. Neben dem Kraftwerk befindet sich ein Umspannwerk.  

## Strahlenunfall von Yanango
Am 20. Februar 1999 kam es auf der Baustelle zu einem Strahlenunfall. Ein Schweißer war dort an einer Schweißnaht beschäftigt, als ein Radiologe ebenfalls dort eine radiologische Untersuchung der Dichtigkeit durchführen wollte. Ein hierfür spezielles Gerät enthielt eine Strahlenquelle bestehend aus dem Iridium-Isotop 192Ir, welche in einem metallischen Gehäuse untergebracht war. Aufgrund einer Verzögerung blieb das Gerät mehrere Stunden unbeaufsichtigt. Während dieser Zeit nahm unter nicht vollständig geklärten Umständen der Schweißer die Radioquelle an sich und bewahrte sie in seiner Hosentasche. Das Fehlen und der Verbleib konnte erst in der folgenden Nacht geklärt werden. Der Arbeiter hatte sich in der Zwischenzeit schwere Strahlenverletzungen zugezogen. Er kam zur Behandlung nach Lima, später nach Frankreich. Es bildeten sich mehrere Strahlennekrose an Beinen und Gesäß. Schließlich musste das rechte Bein amputiert werden.